# Malteserturm

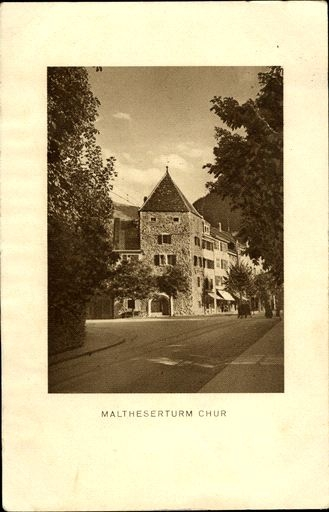
Der Malteserturm auf einer Fotografie 1925

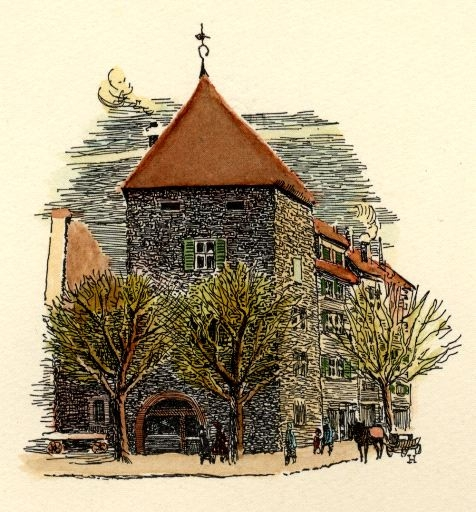
Anonyme Federzeichnung des Malteserturms (vermutlich 19. Jahrhundert)

Der Malteserturm ist ein viergeschossiges Gebäude der Bündner Hauptstadt Chur. Das Gebäude im Südwesten der Altstadt, nahe beim Obertor, ist Teil der ältesten Stadtbefestigung, die beim Stadtbrand 1464 beschädigt und in der ersten Hälfte des 16. Jahrhunderts wieder aufgebaut wurde. Der spätmittelalterliche Turm zeigt im unteren Bereich das für die Stadtbefestigung des 13. Jahrhunderts typische Bollensteinwerk, im oberen Teil das nach 1464 erstellte Bruchsteinmauerwerk und ist mit einem Zeltdach eingedeckt. Der Bau ist seit seinem Wiederaufbau im 16. Jahrhundert in seiner Bausubstanz intakt erhalten geblieben.

## Name
Der Malteserturm hat entgegen landläufiger Annahme mit dem Malteserorden nichts zu tun. Die Herkunft des heutigen Namens liegt im Dunkeln. In früherer Zeit war die Bezeichnung Pulverturm geläufiger und erklärte sich aus der Verwendung als städtisches Magazin für Schiesspulver.